# Church of Our Lady of the Rosary of Fatima (Roxborough, Grenada)
Die Church of Our Lady of the Rosary of Fatima ist eine römisch-katholische Kirche in Roxborough im Parish Saint George im Inselstaat Grenada.
Die Kirche gehört zum Bistum Saint George’s in Grenada (Dioecesis Sancti Georgii). Sie ist der Our Lady of the Rosary of Fatima geweiht.